# Benais (Indre i Loira)
Benais és un municipi francès, situat al departament de l'Indre i Loira i a la regió de Centre – Vall del Loira. L'any 2007 tenia 873 habitants.

## Demografia

### Població
El 2007 la població de fet de Benais era de 873 persones. Hi havia 362 famílies, de les quals 106 eren unipersonals (41 homes vivint sols i 65 dones vivint soles), 130 parelles sense fills, 110 parelles amb fills i 16 famílies monoparentals amb fills.
La població ha evolucionat segons el següent gràfic:
Habitants censats

### Habitatges
El 2007 hi havia 458 habitatges, 374 eren l'habitatge principal de la família, 38 eren segones residències i 47 estaven desocupats. 444 eren cases i 14 eren apartaments. Dels 374 habitatges principals, 297 estaven ocupats pels seus propietaris, 69 estaven llogats i ocupats pels llogaters i 8 estaven cedits a títol gratuït; 2 tenien una cambra, 25 en tenien dues, 60 en tenien tres, 107 en tenien quatre i 180 en tenien cinc o més. 293 habitatges disposaven pel capbaix d'una plaça de pàrquing. A 150 habitatges hi havia un automòbil i a 186 n'hi havia dos o més.

### Piràmide de població
La piràmide de població per edats i sexe el 2009 era:
| Homes | Edats   | Dones |
| ----- | ------- | ----- |
| 0     | 95 o +  | 4     |
| 4     | 90 a 94 | 4     |
| 4     | 85 a 89 | 4     |
| 12    | 80 a 84 | 16    |
| 36    | 75 a 79 | 32    |
| 16    | 70 a 74 | 40    |
| 24    | 65 a 69 | 24    |
| 16    | 60 a 64 | 12    |
| 24    | 55 a 59 | 16    |
| 24    | 50 a 54 | 20    |
| 28    | 45 a 49 | 32    |
| 24    | 40 a 44 | 36    |
| 28    | 35 a 39 | 20    |
| 48    | 30 a 34 | 32    |
| 24    | 25 a 29 | 36    |
| 16    | 20 a 24 | 0     |
| 24    | 15 a 19 | 16    |
| 20    | 10 a 14 | 16    |
| 20    | 5 a 9   | 36    |
| 48    | 0 a 4   | 24    |

## Economia
El 2007 la població en edat de treballar era de 512 persones, 380 eren actives i 132 eren inactives. De les 380 persones actives 338 estaven ocupades (190 homes i 148 dones) i 41 estaven aturades (19 homes i 22 dones). De les 132 persones inactives 51 estaven jubilades, 42 estaven estudiant i 39 estaven classificades com a «altres inactius».

### Ingressos
El 2009 a Benais hi havia 393 unitats fiscals que integraven 967 persones, la mediana anual d'ingressos fiscals per persona era de 17.252 €.

### Activitats econòmiques
Dels trenta-un establiments que hi havia el 2007, una era d'una empresa alimentària, un d'una empresa de fabricació de material elèctric, 3 d'empreses de fabricació d'altres productes industrials, dotz d'empreses de construcció, quatre d'empreses de comerç i reparació d'automòbils, un d'una empresa de transport, dos d'empreses d'hostatgeria i restauració, tres d'empreses de serveis, un d'una entitat de l'administració pública i tres d'empreses classificades com a «altres activitats de serveis».
Dels 17 establiments de servei als particulars que hi havia el 2009, un era una oficina de correu, una funerària, un taller de reparació d'automòbils i de material agrícola, 2 paletes, un guixaire pintor, 3 fusteries, dues lampisteries, 2 electricistes, una empresa de construcció, dues perruqueries i un restaurant.
Dels 2 establiments comercials que hi havia el 2009, 1 era una botiga de menys de 120 m² i 1 una botiga de roba.
L'any 2000 a Benais hi havia 26 explotacions agrícoles que ocupaven un total de 399 hectàrees.

## Equipaments sanitaris i escolars
El 2009 hi havia una escola elemental integrada dins d'un grup escolar amb les comunes properes formant una escola dispersa.

## Poblacions properes
El següent diagrama mostra les poblacions més properes.